# Bahnstrecke München-Laim–München Süd
| Strecke auf Höhe von Heimeranplatz (Mitte) |                      |                                             |                                             |
| Streckennummer (DB): | 5531                 |                                             |                                             |
| Streckenlänge: | 4,728 km             |                                             |                                             |
| Spurweite: | 1435 mm (Normalspur) |                                             |                                             |
| Streckenklasse: | D4                   |                                             |                                             |
| Stromsystem: | 15 kV 16,7 Hz ~      |                                             |                                             |
| Minimaler Radius: | 190 m                |                                             |                                             |
| Streckengeschwindigkeit: | 100 km/h             |                                             |                                             |
| Zugbeeinflussung: | PZB                  |                                             |                                             |
| Zweigleisigkeit: | durchgehend          |                                             |                                             |
| |                      |                                             |                                             |
| \| \| \| von München-Pasing \| \| \| \| \| von München-Allach \| \| \| \| \| von München Nord Rbf \| \| \| \| 0,000 \| München-Laim Rbf \| München-Laim Rbf \| \| \| \| Zuführungsstrecken von und nach München Hbf \| \| \| \| \| nach München Hbf \| \| \| \| \| von München-Pasing \| \| \| \| 1,465 \| München Friedenheimer Brücke (Bft) \| München Friedenheimer Brücke (Bft) \| \| \| \| nach München-Mittersendling \| \| \| \| \| München–Lenggries \| \| \| \| \| Tunnel Altes Messegelände (330 m)[1] \| \| \| \| \| von München Hbf \| \| \| \| 4,728 \| München Süd \| München Süd \| \| \| \| nach Bichl \| \| \| \| \| nach Rosenheim \| \| \| \| \| \| \| \| Quellen: [2][3] \| \| \| \| |                      |                                             |                                             |
| Strecke |                      | von München-Pasing                          | von München-Pasing                          |
| Abzweig geradeaus und von links |                      | von München-Allach                          | von München-Allach                          |
| Abzweig geradeaus und von links |                      | von München Nord Rbf                        | von München Nord Rbf                        |
| Dienststation / Betriebs- oder Güterbahnhof | 0,000                | München-Laim Rbf                            | München-Laim Rbf                            |
| Kreuzung geradeaus unten |                      | Zuführungsstrecken von und nach München Hbf | Zuführungsstrecken von und nach München Hbf |
| Abzweig geradeaus und nach links |                      | nach München Hbf                            | nach München Hbf                            |
| Abzweig geradeaus und von rechts |                      | von München-Pasing                          | von München-Pasing                          |
| Blockstelle | 1,465                | München Friedenheimer Brücke (Bft)          | München Friedenheimer Brücke (Bft)          |
| Abzweig geradeaus und nach rechts |                      | nach München-Mittersendling                 | nach München-Mittersendling                 |
| Kreuzung geradeaus unten |                      | München–Lenggries                           | München–Lenggries                           |
| Tunnel |                      | Tunnel Altes Messegelände (330 m)           | Tunnel Altes Messegelände (330 m)           |
| Abzweig geradeaus und von links |                      | von München Hbf                             | von München Hbf                             |
| Bahnhof | 4,728                | München Süd                                 | München Süd                                 |
| Abzweig geradeaus und ehemals nach rechts |                      | nach Bichl                                  | nach Bichl                                  |
| Strecke |                      | nach Rosenheim                              | nach Rosenheim                              |
| |                      |                                             |                                             |
| Quellen: |                      |                                             |                                             |

Die Bahnstrecke München-Laim–München Süd ist eine zweigleisige und elektrifizierte Hauptbahn im Stadtgebiet von München. Sie verbindet den Rangierbahnhof München-Laim mit dem Bahnhof München Süd und bildet, zusammen mit dem Abschnitt München Hbf–München Ost der Bahnstrecke München–Rosenheim, den sogenannten Münchner Südring.

## Geschichte
Am 31. Dezember 1875 nahmen die Königlich Bayerischen Staatseisenbahnen eine erste eingleisige Verbindungsstrecke zur Umgehung des Kopfbahnhofs München in Betrieb. Die 7,81 Kilometer lange Strecke begann im Bahnhof Pasing und führte zunächst südlich parallel zu den Bahnstrecken München–Augsburg und München–Weilheim, bog westlich der Betriebswerkstätte München nach Südosten ab und folgte dann der Rosenheimer Strecke bis zum Bahnhof Thalkirchen, ab 1876 München Süd.
Zur Anbindung des neuen Rangierbahnhofs in Laim errichteten die Königlich Bayerischen Staatseisenbahnen zu Beginn der 1890er Jahre eine neue, 4,73 Kilometer lange Verbindungsstrecke vom Rangierbahnhof zum Bahnhof München Süd. Diese unterquert östlich des Rangierbahnhofs, gemeinsam mit den zeitgleich errichteten Verbindungsstrecken von Laim zum Hauptbahnhof und nach Mittersendling, die Hauptbahnen München–Gauting, München–Regensburg, München–Treuchtlingen, München–Augsburg und München–Weilheim. Dafür entstand eine 72,8 Meter lange und 48,9 Meter breite Brücke, die als Objekt V bezeichnet wurde. Im weiteren Verlauf nutzt sie die vorhandene Trasse der bisherigen Verbindungsstrecke Pasing–München Süd. Die neue Strecke wurde am 1. Mai 1893 eröffnet und zugleich die alte Verbindungsstrecke von Pasing stillgelegt. Zu Beginn noch eingleisig, erhielt die Strecke 1894 auf den ersten 2,59 Kilometern und 1895 auf ganzer Länge ein zweites Gleis.
Im Zuge der Elektrifizierung der Strecke nach Rosenheim stattete die Deutsche Reichsbahn die Verbindungsstrecke bis zum 3. Januar 1927 mit einer Oberleitung aus.
Da die Stammstrecke der S-Bahn München überlastet ist, wurde lange diskutiert, ob die Verbindung für die S-Bahn ertüchtigt werden soll. Alternativ entschied man sich jedoch für die zweite Stammstrecke. Eine Integration der Strecke in den Schienenpersonennahverkehr steht aber weiterhin im Zusammenhang mit dem Projekt Münchner Ringbahn zur Diskussion.

## Verkehr

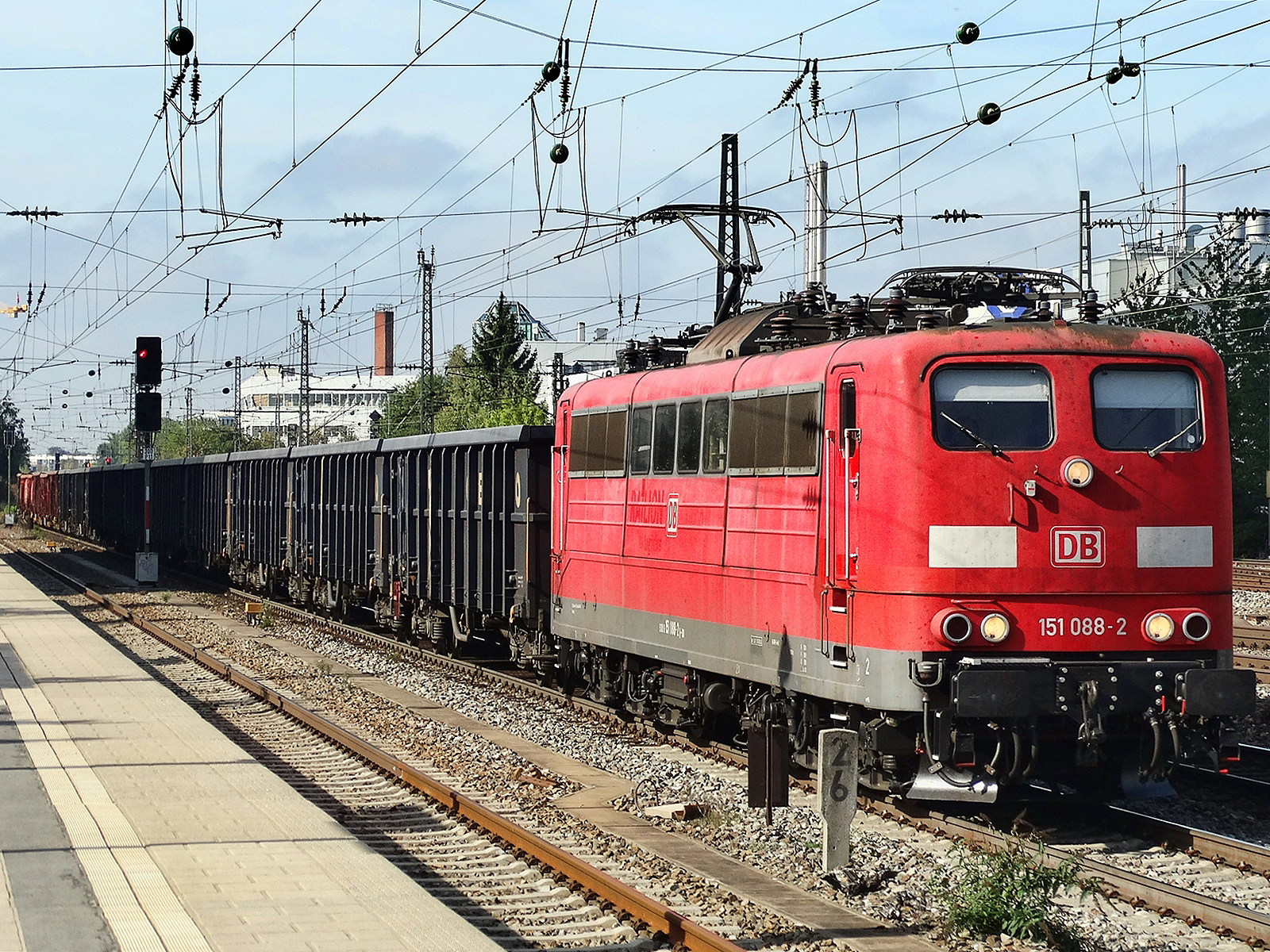
Güterzug in Richtung München Süd (2014), im Vordergrund die Sendlinger Spange

Die Strecke wird vor allem als Güterumgehungsbahn zur Vermeidung des Fahrtrichtungswechsels in München Hauptbahnhof genutzt. Vereinzelt verkehren auf ihr auch Züge des Schienenpersonenfernverkehrs, die den Hauptbahnhof zwecks kürzerer Fahrzeit ebenfalls umfahren.
Teilweise wird die Strecke bei Sperrungen der Stammstrecke als Umleitungsstrecke benutzt. Bei den Stammstreckensperrungen seit 2012 wird etwa die Linie S 8 umgeleitet, wobei von Pasing bis Ostbahnhof ohne Halt durchgefahren wird.